# Hrvaško narodno gledališče Ivana pl. Zajca na Reki
Hrvaško narodno gledališče Ivana pl. Zajca na Reki (hrvaško Hrvatsko narodno kazalište Ivana pl. Zajca Rijeka, kratica HNK Rijeka) je dramsko, operno in baletno nacionalno gledališče na Reki na Hrvaškem. Poimenovano je po hrvaškem skladatelju, dirigentu in pedagogu Ivanu (plemenitem) Zajcu.

## Vodstvo gledališča
- Intendantka: Dubravka Vrgoč
- Ravnatelj opere: Valentin Egel
- Ravnatelj baleta: Paolo Mangiola
- Ravnateljica hrvaške Drame: Petra Šegić Biljan Žic (v. d.)
- Ravnatelj italijanske Drame: Mirko Soldano (v. d.)[1]